# Бурденијер Сен Лу
Бурденијер Сен Лу (фр. Bourdinière-Saint-Loup) насеље је и општина у централној Француској у региону Центар (регион), у департману Ер и Лоар која припада префектури Шартр.
По подацима из 2011. године у општини је живело 587 становника, а густина насељености је износила 29,12 становника/km². Општина се простире на површини од 20,16 km². Налази се на средњој надморској висини од 155 метара (максималној 166 m, а минималној 148 m).

## Демографија
| 1962. | 1968. | 1975. | 1982. | 1990. | 1999. | 2011. |
| ----- | ----- | ----- | ----- | ----- | ----- | ----- |
| 311   | 372   | 334   | 366   | 455   | 482   | 587   |

График промене броја становника у току последњих година